# Typhaea africana
Typhaea africana is een keversoort uit de familie boomzwamkevers (Mycetophagidae). De wetenschappelijke naam van de soort werd in 1970 gepubliceerd door Dajoz.